# Marta Burgay
Marta Burgay (Turín, 30 de noviembre de 1976) es una radioastrónoma italiana, conocida por ser la descubridora de PSR J0737-3039, el primer doble púlsar (dos púlsares orbitándose entre sí), mediante el uso del radiotelescopio Parkes de 64 metros en Australia. 
Su tesis sobre los púlsares de radio ganó el Premio Pietro Tacchini 2005, otorgado por la Società Astronómica Italiana a la mejor tesis de Doctorado. En 2006, se convirtió en la primera ganadora del Premio de Jóvenes Científicos en Astrofísica de la IUPAP. En 2010, fue honrada con la Medalla de Oro Vainu Bappu de la Sociedad Astronómica de la India.